# Halmstads pärlor
Halmstads pärlor - Samtliga hits! 1979-95 är ett samlingsalbum av den svenska popgruppen Gyllene Tider, släppt den 15 maj 1995. Albumet återlanserades den 10 juni 1996, då med Gyllene Tider EP som bonusskiva.

## Låtlista

### CD1
1. Det är över nu [3.47]
2. Sommartider [3.18]
3. Flickorna på TV 2 [3.50]
4. Ska vi älska, så ska vi älska till Buddy Holly [3.44]
5. (Dansar inte lika bra som) Sjömän [2.32]
6. Billy [5.20]
7. Marie i växeln [3.42]
8. När vi två blir en [3.05]
9. Kärleken är inte blind (Men ganska närsynt) [3.47]
10. (Kom så ska vi) Leva livet [3.41]
11. Det hjärta som brinner [3.00]
12. Ljudet av ett annat hjärta [3.50]
13. Tylö Sun [2.41]
14. (Hon vill ha) Puls [3.20]
15. Flickan i en Cole Porter-sång [3.48]
16. Vandrar i ett sommarregn [4.41]
17. Du är en gangster, älskling! [3.30]
18. Teaser Japanese [3.28]
19. Det är blommor som har fångat dej [5.10]
20. Kung av sand [4.40]
21. När alla vännerna gått hem [3.50]

### CD2
1. Gå & fiska! [3.56]
2. Juni, juli, augusti [3.52]
3. Harplinge [3.44]
4. Faller ner på knä [3.38]

## Listplaceringar
| Lista (1995-2001) | Topplacering |
| ----------------- | ------------ |
| Norge             | 2.           |
| Sverige           | 1.           |